# 天使の報酬
『天使の報酬』（てんしのほうしゅう）は、真保裕一による日本の推理小説。「外交官シリーズ」（外交官・黒田康作シリーズ）の第2作で、『アマルフィ』の続編。
前作は映画『アマルフィ 女神の報酬』から派生した作品であるが、本作は『外交官 黒田康作』としてテレビドラマ化された。さらに、2011年6月に刊行された小説第3作『アンダルシア』が『アンダルシア 女神の報復』として映画化された。

## あらすじ
サンフランシスコで日本人大学生・霜村瑠衣が行方不明になる。彼女の行方を追うサンフランシスコ市警は、容疑はテロ準備罪だと言う。
瑠衣の父親と共に彼女の部屋の捜索に立ち会った邦人保護担当領事の黒田康作は、娘の失踪理由とその行き先に見当がある様子がうかがえながら、そのことを黙っている父親に不信感を抱く。その後、瑠衣が偽造パスポートで日本に入国したことが判明し、黒田に日本へ帰国し霜村瑠衣の捜索に協力するよう命令が下る。
守るべきは、日本の国益か、邦人の安全か。黒田の苦悩は尽きない。

## 用語
ブライトン製薬
急性脳炎の治療薬として開発された薬剤が、一部の患者に肝機能障害の副作用を引き起こし、日本とアメリカで26名の死者を出し、薬害訴訟の被告として注目されている。なお、日本での被害が表面化したのは、日本法人が大手製薬会社に売却された後だったため、被害者らは本社を訴えるためにアメリカでの裁判を余儀なくされた。

## 登場人物

### 主要人物
黒田 康作（くろだ こうさく）
外務省一等書記官、邦人保護担当領事。
入省直後に省内で一躍有名になる出来事を起こし、それ以後ずっと、邦人保護のスペシャリストとして海外を飛び回っている。
霜村 瑠衣（しもむら るい）
カリフォルニア大学バークレー校の政治学部の学生。22歳。12歳の時に母を脳梗塞で、15歳の時に兄・毅を事故で亡くしている。兄の死後、父ともう一人の兄とアメリカに移住した。ロベルトと行動を共にする。
霜村 元信（しもむら もとのぶ）
瑠衣の父親。6年前からサンフランシスコ在住。元厚生労働省のキャリア官僚で、現在はブライトン製薬会社の本社勤務。息子・徹はシリコンバレーの大企業に勤めている。
ロベルト・パチェコ
サンフランシスコ州立大学行動社会学部の学生。24歳。日系ボリビア人。旧姓はイシイで、17歳の時にパチェコ家の養子となった。ボリビアで獄中死した兄の無実を訴える。

### 外務省
神坂 俊司（かみさか しゅんじ）
在サンフランシスコ総領事。
細野 久志（ほその ひさし）
総領事館の警備対策官で、本来の邦人保護担当領事。神奈川県警から出向している。41歳。
安達 香苗（あだち かなえ）
2年前、アマルフィで起こった事件で黒田と知り合う。現在は本省旅券課勤務。
斎藤 修助（さいとう しゅうすけ）
外務省邦人安全課長。現在は独身で離婚歴がある。地方私大出身で、入省時から出世を期待していないと公言しており、省内では異彩を放っている。
松原 宏美（まつばら ひろみ）
外務省経済局国際貿易二課IT準備室。商社に勤めていた時、ボリビアへ行ったことがあるからと、黒田に協力を申し出る。
山口 悟（やまぐち さとる）
大臣官房総務課警備対策室長。
稲葉 知之（いなば ともゆき）
外務審議官。
市川（いちかわ）
外務省中南米局南米課長。
青山 英弘（あおやま ひでひろ）
外務省中南米局南米課。
吉村 進（よしむら すすむ）
外務省国際協力局参事官。ノンキャリアのため、途上国をいくつも渡り歩き、様々な伝説的なエピソードを持つ。
井上 富士男（いのうえ ふじお）
外務省経済局国際貿易課の事務官。
片岡 博嗣（かたおか ひろつぐ）
外務省事務次官。

### 警視庁
大垣 利香子（おおがき りかこ）
警視庁外事三課警部補（主任）。ショートヘアーで背が高く「外三の大きなガキ」と呼ばれる。人の顔を見たら忘れない特技で公安部と警備部を渡り歩いてきた。
新居（あらい）
警視庁捜査一課の刑事。日本へ帰国した黒田から資料を奪い去っていく。
山路（やまじ）
外事三課の課長。大垣の上司。寡黙。

### アメリカ合衆国
モーニー
サンフランシスコ市警 (SFPD) 組織犯罪課の警部補。
柏原 奈緒（かしわばら なお）
20歳。アメリカに住んで10年目。瑠衣の同級生で、瑠衣に金を盗まれたと被害届を出す。

### その他
武石 忠実（たけいし ただみ）
フリージャーナリスト。42歳。豊洲の貯木場で他殺体で発見される。
霜村 毅（しもむら つよし）
7年前、ボリビアで医療ボランティアに従事していたが、わずか3日で轢き逃げ事故に遭い死亡。享年24。医師免許を持っており、日本では厚労省管轄の財団法人・中央医学研究センターでコロナウイルスの研究をしていた。
リカルド・イシイ
霜村毅を轢き逃げした犯人として逮捕された後、テロリストの容疑でも取り調べを受け、獄中死する。享年19。ロベルトの兄。
アルフォンソ・ロペス
元ボリビア副大統領。2003年に勃発したガス戦争の際、抗議デモに参加した住民を弾圧し死亡させた容疑で懲役15年の刑を下された。2010年に恩赦を受けて釈放される。妻はブライトン製薬の幹部の娘。
ドワイト・スミス
アメリカ合衆国副大統領。かつてブライトン製薬の顧問弁護士を務めていた。上院議員時代にボリビアへの医療援助を取りまとめた。妻はブライトン製薬の創始者一族の娘。
梅本 勉（うめもと つとむ）
都内の大学病院の医師。7年前、霜村毅と同じボランティア医療団にいた。
宇野 義也（うの よしや）
武石が行方を追っていた人物。霜村毅と同時期にボリビアにいた。5年前から消息不明。
アラン・グスマン / カルロス・コバヤシ
瑠衣とロベルトに協力する日系ボリビア人。
服部 郁子（はっとり いくこ）
中央医学研究センターの副センター長。
岩田 克人（いわた かつひと）
中央医学研究センター第三研究室主任。霜村毅と同期。
アレハンドロ・エンリケ・ディスコバル
7年前、ボリビアで事故死した霜村毅の遺体を確認した日本大使館の現地スタッフ。
秋本 兼高（あきもと かねたか）
元厚労省事務次官。現在は天下りして財団法人・全国保険振興協会の理事。
長谷川 哲士（はせがわ てつし）
脇見運転の車にはねられて亡くなった弁護士。ブライトン製薬の薬害訴訟を担当していた。
矢田部 清治郎（やたべ せいじろう）
元環境大臣、元外務副大臣。現在は政治家を引退し、財団法人日本薬剤安全協会の理事長。

## テレビドラマ化における主な変更点
人物造形
| 人物             | 原作 ⇒ テレビドラマ |
| ---------------- | --- |
| 霜村家           | - 家族構成は両親、息子2人、瑠衣 ⇒ 両親と瑠衣のみで息子はいない - 瑠衣の父親の名は元信（もとのぶ） ⇒ 毅（たけし） - 瑠衣の兄の名は毅（つよし） ⇒ 登場せず - 瑠衣はカリフォルニア大学の学生・22歳 ⇒ 日本の高校生 |
| ロベルト・イシイ | - 日系ボリビア人 ⇒ 薬害被害者の日系メキシコ人 |
| 大垣利香子       | - 警視庁外事三課の刑事 ⇒ 警視庁佃署刑事課の刑事 - 記憶力が良く、一度見た顔は忘れない ⇒ 記憶力の良さは地図に限定されている - 頭の回転が速く、気が強い ⇒ 自信が持てず、おどおどとした話し方をする                |
| 山路             | - 警視庁外事三課の刑事 ⇒ 警視庁佃署刑事課の刑事、薬害被害者 |
| 斎藤修助         | - 外務省邦人安全課長 ⇒ 外務大臣 |
| 吉村進           | - 外務省国際協力局参事官 ⇒ 外資系製薬会社の社長 |
| 矢田部清治郎     | - 元環境大臣、元外務副大臣 ⇒ 元内閣総理大臣、名前は誠一郎 - 息子の不祥事を隠蔽するために行動 ⇒ 薬害をもたらした                                                                                                |
行動の原点の変更点
| 人物             | 原作 ⇒ テレビドラマ                                                                               |
| ---------------- | ------------------------------------------------------------------------------------------------- |
| 霜村瑠衣         | 亡き兄・毅（つよし）の死に疑問を持ち、サンフランシスコから失踪 ⇒ 父親が自殺し身元確認のために渡米 |
| 霜村元信         | 亡き息子の死の真相の隠蔽のために行動 ⇒ 妻の死に疑問を持ち、真相を明らかにするために行動           |
| ロベルト・イシイ | 亡き兄の無実の罪を晴らすために行動 ⇒ 霜村毅のボディ・ロンダリングに協力                           |

## 書誌情報（兼出典）
- 真保裕一『天使の報酬』 （上製本、講談社 2010年12月20日発行） ISBN 978-4-06-216725-3
- 真保裕一『天使の報酬 外交官 黒田康作』 （新書版、講談社ノベルス 2012年1月6日発売） ISBN 978-4-06-182815-5
- 真保裕一『天使の報酬 外交官シリーズ』 （文庫版、講談社文庫 2021年2月16日発売） ISBN 978-4-06-522449-6